# Neolatijnse literatuur
De Neolatijnse literatuur omvat geschriften die zijn geschreven in het Latijn in de periode vanaf de renaissance, dat wil zeggen in Italië vanaf ongeveer 1350 en in de rest van Europa vanaf ongeveer 1500.

## Geschiedenis van het Neolatijn

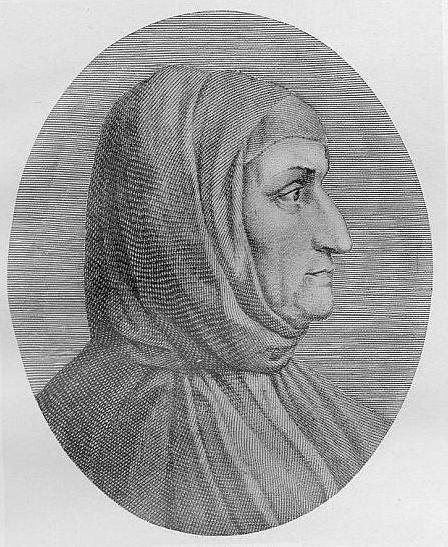
Francesco Petrarca, de vader van het humanisme

Het Neolatijn begint bij Francesco Petrarca, de Vader van het Humanisme. In Petrarca's tijd was middeleeuws Latijn de voertaal van de universiteit, met name aan de drie 'hogere' faculteiten: rechten, geneeskunde en theologie, en van de Katholieke Kerk. Het Latijn functioneerde in deze context als tweede (verworven) taal, naast de plaatselijke volkstaal, en had sinds de klassieke oudheid een sterke transformatie ondergaan, onder invloed van diezelfde volkstalen. Petrarca verafschuwde het praktisch gerichte, technische Latijn van zijn tijd, en probeerde het literaire Latijn van de klassieke oudheid te doen herleven, vanuit de gedachte dat de literatuur tijd en ruimte overwint. Hij nam dit project zelf ter hand, door zo veel mogelijk handschriften van klassieke werken te verzamelen en nieuw, neolatijns literair werk te schrijven, in talrijke klassieke genres, zoals de redevoering, de brief, de dialoog en het epos.
De oriëntatie op de cultuur, en vooral op de literatuur van de oudheid die Petrarca introduceerde, bleef steeds het centrale kenmerk van de Neolatijnse literatuur. In de loop van de vijftiende eeuw, werd Petrarca's ideaal van een herleving van de klassieke beschaving in al haar facetten, steeds breder gedragen door geleerden, schrijvers en kunstenaars in de Italiaanse stadstaten, zoals Florence, Venetië, Milaan, Ferrara, Napels, en door de pauselijke curie. Het bekendst is de Florentijnse situatie, waar  Neolatijnse auteurs als Coluccio Salutati en Leonardo Bruni sleutelposities bekleedden in het republikeinse bestel van de stad, en in die hoedanigheid redevoeringen, brieven, historiografie en poëzie schreven naar klassiek model: Florence als de herleefde Romeinse republiek. Deze symbiose van republikeinse politiek en renaissancecultuur staat wel bekend als civic humanism.

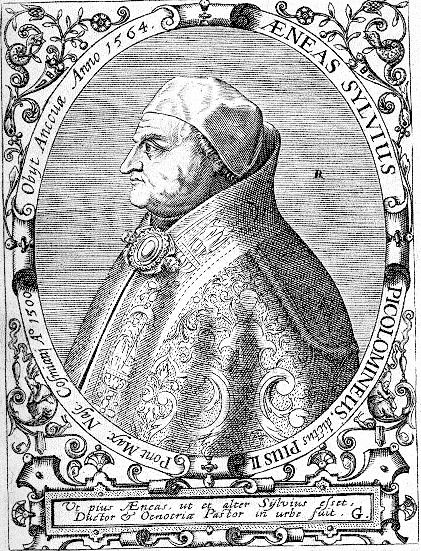
Enea Silvio Piccolomini, de latere paus Pius II, was actief in vele Neolatijnse genres

De uitvinding van de boekdrukkunst (ca. 1450) verleende de Neolatijnse literatuur ongekende verspreidingsmogelijkheden. Het nieuwe Latijn had een cultureel prestige verworven waar vroege drukkers als Aldus Manutius, Jodocus Badius en Johannes Froben dankbaar gebruik van maakten voor commerciële doeleinden. In de decennia die volgden deden de humanistische literaire idealen dan ook langzaam hun intrede in de Europese landen boven de Alpen, om ook daar na 1500 de toonaangevende culturele stroming te worden. Dit proces ging gepaard met een rivaliteit tussen Italië en de rest van Europa. Zo ontstond een hevige discussie tussen de Italiaanse humanisten Pius II en Giannantonio Campano enerzijds en de Duitsland humanisten Conrad Celtis, Jakob Wimpfeling, Heinrich Bebel en Beatus Rhenanus anderzijds over het vraagstuk van culturele superioriteit. Een extra stimulans voor de productie van Neolatijnse geschriften vormde het conflict tussen de katholieke Kerk en de reformatie.

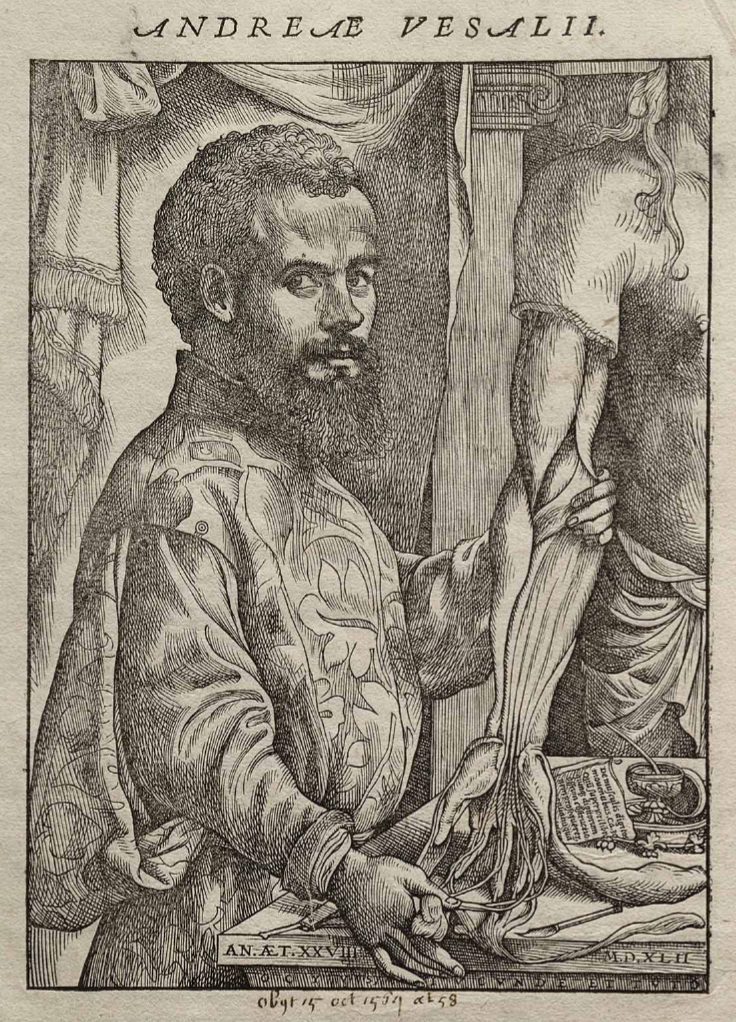
Andreas Vesalius, grondlegger van de moderne anatomie

Als lingua franca, was het Neolatijn, vooral tussen 1500 en 1700, een grensoverschrijdend communicatiemiddel van enorm belang. Niet alleen in Italië en Duitsland, maar ook in Frankrijk, Spanje, Portugal, de Nederlanden, Groot-Brittannië, Ierland, Scandinavië en Oost-Europa was het Neolatijn een gangbaar medium. Dit maakte de taal buitengewoon geschikt voor diplomatie, en het opstellen van internationale verdragen. Bovenal was het Latijn de voertaal van de respublica litterarum, de internationale gemeenschap van intellectuelen. In deze taal schreven zij hun literatuur en correspondeerden zij met elkaar. Een speciale rol vervulde het Neolatijn binnen de academie, waar het de voertaal was voor colleges en wetenschappelijke traktaten. Dit is de oorzaak dat revolutionaire wetenschappelijke werken als die van Copernicus, Galilei, Newton, Linnaeus en Vesalius in het Latijn werden opgesteld. Nog tot in de twintigste eeuw was beheersing van het latijn een voorwaarde voor toelating tot een academische studie.
Na 1700 begint het Neolatijn aan kracht in te boeten; bellettrie, diplomatie en wetenschap worden meer en meer een zaak van de volkstalen, een ontwikkeling die zich overigens al vóór 1700 had ingezet. In sommige academische kringen blijft het echter tot diep in de negentiende eeuw een belangrijk communicatiemiddel. Binnen de Katholieke Kerk verminderde het gebruik en de kennis van het Latijn na het Tweede Vaticaanse Concilie (1962-1965), ook al had dit concilie het Latijn als universele taal van de Kerk bevestigd. De Neolatijnse letterkunde is echter nooit echt gestorven. Als academische verpozing wordt zij nog door tal van latinisten beoefend. Nog altijd worden er opschriften, wapenspreuken en motto's in het Latijn opgesteld, worden Latijnse gedichten gemaakt, worden literaire werken en zelfs stripverhalen in het Latijn vertaald en zijn talrijke Latijnse termen en spreekwoorden nog altijd gebruikelijk in het huidige Nederlands. Ook bestaan er Latijnse radioprogramma's en Latijnse chatsites. Ten slotte moet gewezen worden op de blijvende rol van het Latijn binnen de Katholieke Kerk: het is de liturgische taal van de Romeinse ritus en pauselijke bullen en encyclieken worden in het Latijn opgesteld. Paus Benedictus XVI heeft tijdens zijn pontificaat meer aandacht gevraagd voor de Latijnse taal.
In vergelijking met andere talen is de wetenschappelijke bestudering van het Neolatijn laat op gang gekomen. Pas in 1968 werd het eerste instituut hiervoor opgericht door Jozef IJsewijn: het Seminarium Philologiae Humanisticae in Leuven. In 1971 werd hier het eerste internationale congres voor Neolatijnse studies gehouden. In de loop der tijden zijn er talloze studies over afzonderlijke genres, landen, perioden en auteurs verschenen. Een bibliografie hiervan wordt bijgehouden in het tijdschrift Humanistica Lovaniensia.

## Neolatijnse auteurs en genres
Tussen 1350 en 1700 zagen duizenden nieuwe gedrukte, Latijnse teksten het licht, en vormden zo een groot deel van alle geschriften die in deze periode van de drukpersen rolden. Zoals reeds aangeduid, gingen de schrijvers van deze teksten uit van een classicistisch ideaal. Men probeerde de taal van de oudheid zo dicht mogelijk te benaderen, en zocht tevens aansluiting bij de klassieken in letterkundig opzicht: alle antieke genres werden opnieuw beoefend. In vrijwel alle belangrijke genres speelde Petrarca een voortrekkersrol.

### Poëzie
In de poëzie ging het daarbij vooral om de volgende genres:
- Epos. De belangrijkste inspiratiebron voor het Neolatijnse epos was Vergilius' Aeneis. In het genre werd Petrarca trendsetter met zijn gedicht Africa, over de heldendaden van Publius Cornelius Scipio tijdens de Tweede Punische Oorlog. Een bijzonder subgenre binnen het epos is de Bijbelepiek, die terugging op het werk van laat-antieke auteurs zoals Prudentius. Een bekend schrijver in de Bijbelepiek was Marco Girolamo Vida.
- Leerdicht.
- Drama (tragedie en komedie). Een vroeg voorbeeld van een Neolatijnse tragedie was een werk door Albertino Mussato, getiteld Ecerinis. Een andere belangrijke toneelschrijver was Georgius Macropedius.
- Satire.
- Ecloge. Voor het herdersdicht had Vergilius het bekendste voorbeeld geleverd, dat in de Neolatijnse literatuur veelvuldig werd nagevolgd, bijvoorbeeld door Jacopo Sannazaro in diens bekende visserseclogen.

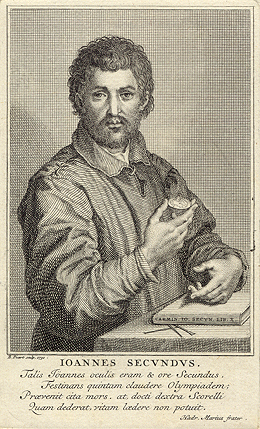
De Neolatijnse dichter Janus Secundus

- Elegie. De belangrijke Romeinse auteurs om na te volgen waren hier Propertius, Tibullus en Ovidius. Bekende elegische dichters in het Neolatijn waren Angelo Poliziano, Michele Marullo, Janus Secundus, Giovanni Gioviano Pontano en Petrus Lotichius Secundus.
- Epigram. De Neolatijnse literatuur is rijk aan collecties met epigrammata. Deze collecties bevatten niet alleen epigrammen of puntdichten zoals de moderne literatuur die kent. Hun onderliggende principe was variatie (variatio). Ze bevatten gedichten in diverse metra en lengtes en over verschillende onderwerpen. Zo komen er liefdeselegieën, grafschriften en kleine epische vormen in voor. De liefdeselegieën waarmee Michele Marullo faam verwierf, zijn bijvoorbeeld afkomstig uit zijn Epigrammaton libri IV. Het antieke voorbeeld voor dergelijke gevarieerde collecties was de Romeinse dichter Catullus.
- Een speciale vondst van de Neolatijnse poëzie is het embleemboek. Hierin wordt een prent gecombineerd met een motto en een epigram. Het eerste embleembloek was dat van Andrea Alciato. Andere bekende boeken zijn die van Nikolaus Reusner, Barthélémy Aneau en Johannes Sambucus.

### Proza
Voor het proza zijn de volgende genres belangrijk:

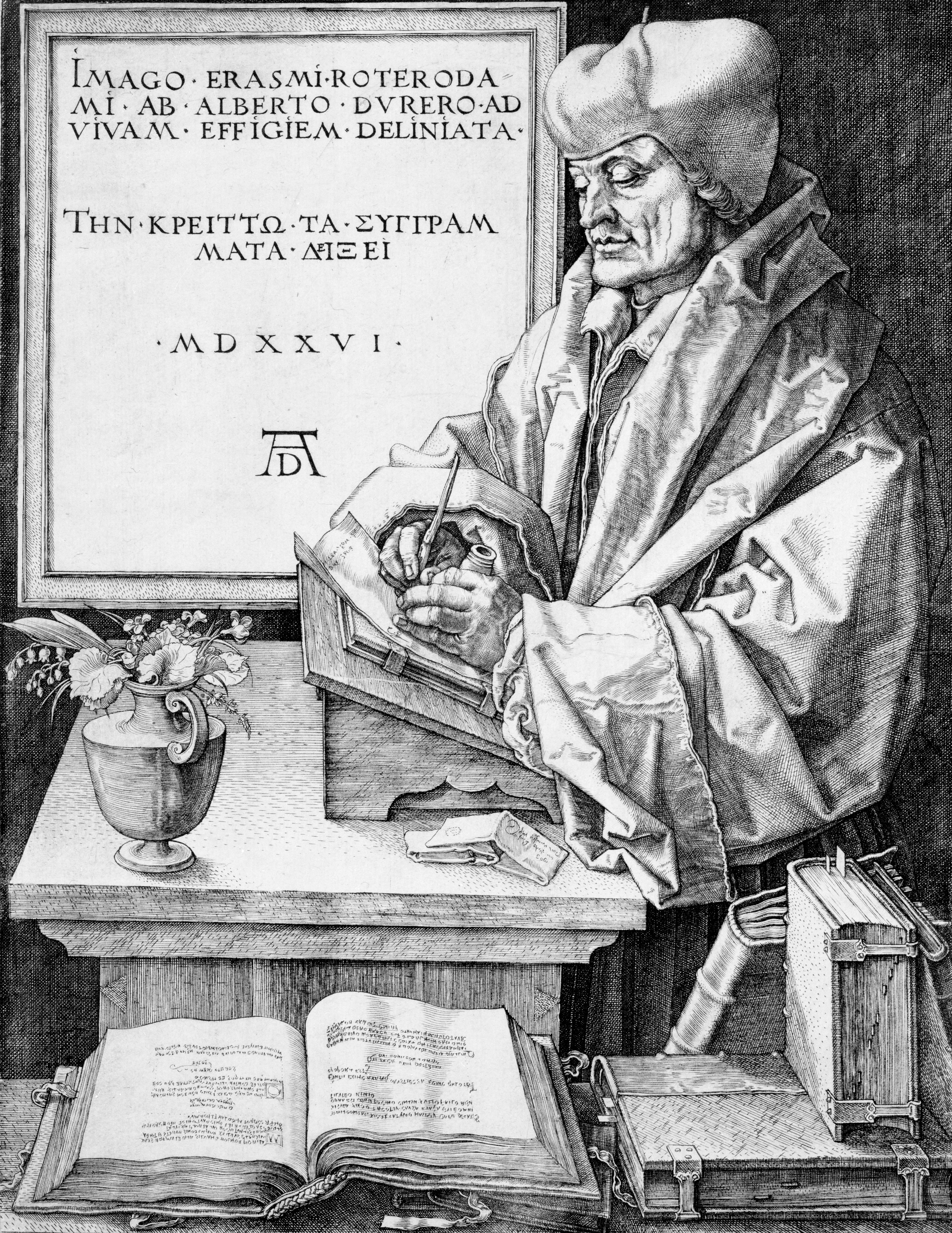
Desiderius Erasmus, afgebeeld door Albrecht Dürer

- Brief. Zoals gezegd correspondeerden vele humanisten met elkaar en met politieke hoogwaardigheidsbekleders in het Latijn. Naar het antieke voorbeeld van Cicero en Plinius de Jongere verschenen sommige correspondenties ook in druk. Voorbeelden zijn de brieven van Francesco Petrarca, Desiderius Erasmus, Justus Lipsius, Joseph Scaliger.
- Dialoog. Sinds Plato en Cicero was de dialoog een vehikel geworden voor filosofische uiteenzettingen. Ook hier zetten Petrarca de toon met zijn Secretum, een dialoog tussen hemzelf en de kerkvader Augustinus.
- Redevoering.
- Een aantal prozagenres zijn nieuw voor de Neolatijnse literatuur of zijn geënt op de volkstalige literatuur. Voorbeelden zijn de novelle (Enea Silvio Piccolomini), de utopie van Thomas More en de zedenroman van John Barclay.

Uit deze opsommingen blijkt wel dat imitatie van klassieke teksten de rode draad door de Neolatijnse literatuur vormt, maar verre van allesbepalend is. Men moet zich daarbij geen slaafse navolging voorstellen. De klassieke literatuur bood vooral in stilistisch opzicht een uitgangspunt. Voor een creatieve schrijver begon dan het eigenlijke schrijfproces pas, met het spelen van intertextuele spelletjes met klassieke teksten, en de aanpassing en kruisbestuiving van antieke genres, om zichzelf in de traditie een eigen plaats te geven. Het ging dus niet alleen om het navolgen en evenaren (imitatio), maar evenzeer om het wedijveren met, en overtreffen van (aemulatio), de klassieke auteurs. Traditie geeft zo de houvast die nodig is voor creativiteit. Deze omgang met de oudheid als uitgangspunt voor creatieve imitatie vond veel navolging in de volkstalige literaturen, die tegelijkertijd tot bloei begonnen te komen. Hierbij valt te denken aan de werkwijze van de Franse dichters van De Pléiade, en Nederlandse dichters als Jan van Hout en Roemer Visscher, en de leden van de zogenoemde Muiderkring.

### Wetenschap
Hoewel tegenwoordig wetenschappelijke teksten niet onder de bellettrie worden geschaard, vielen zij wel onder de vroegmoderne opvatting van bonae litterae (letterlijk "de goede letteren"). Ook hier geldt dat de klassieke literatuur het centrale kennisarchief van de Neolatijnse discoursen vormt, maar dat de wetenschap zich zeker niet beperkt tot het beheer van antieke kennis; nieuwe ontdekkingen worden geïntegreerd in bestaande raamwerken. Zo omvat de Neolatijnse literatuur wetenschappelijke teksten van cruciaal belang in vrijwel alle disciplines:
- Geschiedschrijving. De historiografie tijdens de renaissance legde zich aanvankelijk toe op verhalende geschiedschrijving naar het model van Livius. Dit is goed zichtbaar in het werk van auteurs als Leonardo Bruni. Later werden twee tendensen zichtbaar: een verschuiving naar andere modellen, bijvoorbeeld het werk van Tacitus (zoals bij Hugo Grotius), en een groeiende interesse in cultuurgeschiedenis en materiële sporen, het zogenaamde antiquarianisme van auteurs als Flavio Biondo. Zie ook het artikel over de geschiedschrijving van de renaissance. In de epigrafie boekte Andrea Alciato belangrijke vooruitgang, en Joseph Scaliger in het vakgebied van de chronologie.

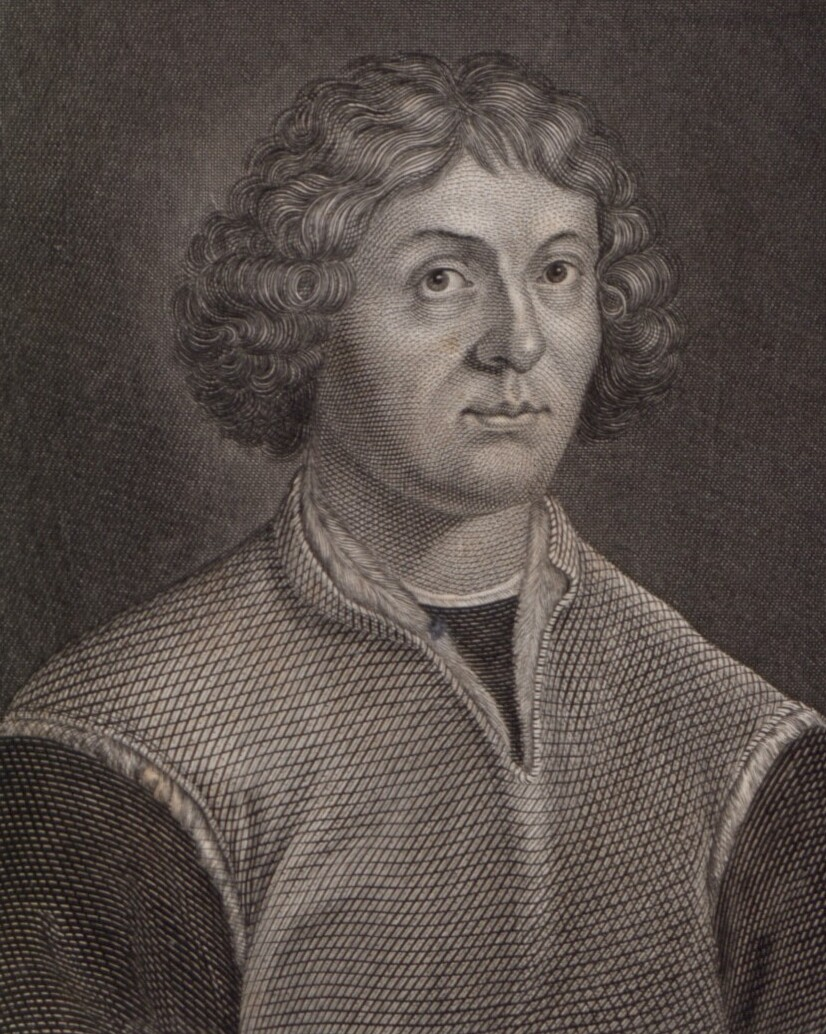
Nicolaus Copernicus

- Astronomie. In dit veld waren de werken van Nicolaas Copernicus, Johannes Kepler en Galileo Galilei van doorslaggevend belang.
- Wis- en natuurkunde. Voorbeelden zijn werken van geleerden als John Napier, Isaac Newton, en Girolamo Cardano.
- Geneeskunde. Grote namen zijn Andreas Vesalius en William Harvey.
- Plantkunde en biologie. Veruit de bekendste vroegmoderne bioloog is Carl Linnaeus. Een andere grote naam is die van Conrad Gessner.
- Rechtsgeleerdheid. De Franse school van rechtsgeleerdheid verwierf in de zestiende eeuw enorme faam: Andrea Alciato, Guillaume Budé, Jacques Cujas, Jean Bodin, François Hotman. Een andere grote figuur is Hugo Grotius.
- Wijsbegeerte. Bekende filosofen die in het Latijn schreven waren René Descartes, Francisc Bacon, Baruch Spinoza en Thomas Hobbes.
- Theologie. Grote theologen die in het Latijn schreven waren Maarten Luther, Johannes Calvijn, Desiderius Erasmus en Emanuel Swedenborg.

Voor lijsten met Neolatijnse auteurs en werken, zie de Wikipedia-categorieën Neolatijns auteur en Neolatijns geschrift.

## Neolatijn in de Nederlanden

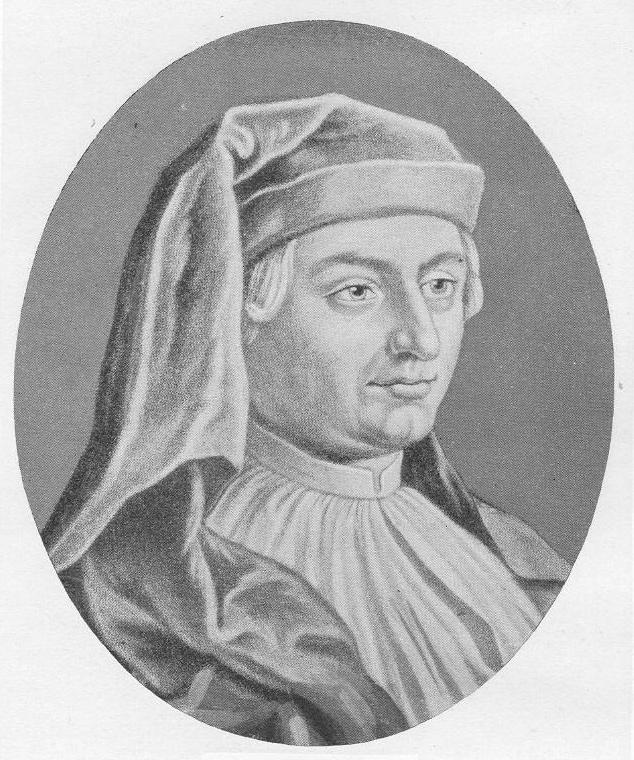
Rudolf Agricola bracht de Neolatijnse literatuur naar de Nederlanden

Er is in de Nederlanden van 1500 tot ± 1800 een bijzonder rijke Neolatijnse literatuur geweest. De eerste Neolatijnse auteurs clusterden zich om grote figuren als Rudolf Agricola en Desiderius Erasmus. De universiteiten werden na het uitbreken van de Tachtigjarige Oorlog brandpunten van humanistische activiteit: eerst Leuven (1425), Douai (1562) en Leiden (1575), later ook Franeker (1585), Groningen (1614), Amsterdam (1632), Utrecht (1636) en Harderwijk (1648).
De Neolatijnse auteurs der Lage Landen waren in alle genres actief. Onder de dichters vinden we in de eerste plaats Janus Secundus, en verder schrijvers als Janus Dousa, Daniël Heinsius en Constantijn Huygens. Als toneelschrijvers zijn er Georgius Macropedius, Guilelmus Gnapheus, Nicolaus Vernulaeus en Hugo Grotius. Belangrijke historici en oudheidkundigen waren Adrianus Barlandus, Jacobus Meyerus, Hadrianus Junius, Justus Lipsius, Janus Dousa, Ubbo Emmius, Petrus Scriverius, Aernout van Buchel, Dominicus Baudius, Johannes Meursius en Hugo Grotius. Andere beroemde wetenschappers die in het Latijn schreven waren Nicolaas Everaerts, Pieter van Foreest, Andreas Vesalius, Baruch Spinoza en Christiaan Huygens. Gerardus Vossius schreef overzichtswerken over retorica, geschiedschrijving, theologie en andere onderwerpen. Veel van de genoemde schrijvers waren tevens als klassiek filoloog werkzaam.
Onder de Neolatijnse schrijvers van de latere zeventiende en achttiende eeuw vinden we Petrus Francius, Jacob Perizonius, Nicolaas Heinsius, Jan van Broekhuizen en Jacob Hendrik Hoeufft.

## Beknopte referenties
- Celenza, C. (2000) The Lost Italian Renaissance: Humanists, Historians, and Latin's Legacy, Johns Hopkins University Press (Maryland, Baltimore)
- IJsewijn, J. (1975) 'The Coming of Humanism to the Low Countries', in: Oberman, H.O., Brady jr., Th.A. (edd.), Itinerarium italicum. The Profile of the Italian Renaissance in the Mirror of its European Transformations (Studies in Medieval and Renaissance Thought 14), Brill (Leiden), pp. 193–301
- IJsewijn, J., Sacré, D. (1990-1998) Companion to Neo-Latin Studies (Supplementa Humanistica Lovaniensia 5, 14), 2 dln., Leuven University Press (Leuven) & Peeters Press (Leuven)
- Tieghem, P. van (1944) La littérature latine de la Renaissance. Étude d'histoire littéraire européenne, Droz (Parijs)
- Waquet, F. (2003) Latin, or, The Empire of a Sign: From the Sixteenth to the Twentieth Centuries, Verso (Londen)

## Websites
Tekstverzamelingen
- An Analytic Bibliography of On-line Neo-Latin Titles – Zeer uitgebreide bibliografie van online Neolatijnse teksten
- CAMENA – Vroegmoderne Latijnse teksten online
- Heinsius collectie: Neolatijnse poëzie uit de Nederlanden
- Latinitas Nova van de Bibliotheca Augustana (verzameling online teksten)
- Neo-Latijnse sectie van The Latin Library
- Neolatijnse teksten van DigitalBookIndex

Instituten en organisaties
- International Association for Neo-Latin Studies
- Seminarium Philologiae Humanisticae aan de Katholieke Universiteit Leuven
- Center for Neo-Latin Studies aan de Universiteit van Cork
- Society for Neo-Latin Studies aan de Universiteit van Warwick
- Het Nederlandse Neolatinistenverband

Overige
- A Lost Continent of Literature: The rise and fall of Neo-Latin, the universal language of the Renaissance. — Een Engels essay over Neolatijnse literatuur op de website van de I Tatti Renaissance Library
- Lexicon Universale – Neolatijns woordenboek uit 1693
- Woordenboek Neolatijn - Duits van Johann Ramminger
- Neolatijnse links van de Katholieke Universiteit Leuven